# Waldron, Kansas
Waldron là một thành phố thuộc quận Harper, tiểu bang Kansas, Hoa Kỳ. Năm 2010, dân số của xã này là 11 người.